# Imagismus
Der Imagismus (von lateinisch imago „Bild“) war eine anglo-amerikanische literarische Bewegung, die um 1912 entstand und in den Jahren nach dem Ersten Weltkrieg wieder verschwand. Die Anhänger dieser Bewegung wurden Imagisten genannt.

## Geschichte
Der englische Schriftsteller Thomas Ernest Hulme (1883–1917) war wohl der erste Autor, der über den Imagismus einen Text verfasste. Er hatte bereits um 1907 umfangreiche Notizen über Sprache und Stil geschrieben. Das Manuskript, das sich in der Bibliothek der Universität Keele befindet, besteht aus einhundert losen Blättern, von denen einige in Ordnern sortiert sind. Herbert Read veröffentlichte im Jahr 1925 eine Auswahl davon in dem Magazin The Criterion.
Der Anglist Wilhelm Füger untersucht in seiner Monografie zum englischen Prosagedicht auch den Einfluss von US-amerikanischen Autoren auf den Imagismus. Das pionierhafte Wirken des Lyrikers Walt Whitman wird von ihm besonders hervorgehoben. So schreibt Füger: Aus dem theoretischen Fundament der Whitmanschen Spontanrhythmik erwuchs gleichsam eine noch ungebundenere lyrische Form, die den (ohnehin schon recht willkürlichen) Zeilenbruch vollends aufgab, dafür aber um so kräftiger aus dem Repertoire sonstiger poetischer Strukturierungsmittel schöpfte.
Denn die Imagisten wollten gerade in der Lyrik die Tradition der romantischen und viktorianischen Literatur hinter sich lassen, deren Gefühlsüberschwang und Künstlichkeit sie ablehnten; zugleich wandten sie sich gegen die so genannten Georgian poets. Stattdessen setzten die Imagisten auf die Einbeziehung von Umgangssprache, auf eine präzise Bildersprache und klaren, scharfen Ausdruck. Den Regeln von Rhetorik und Metrik sollte keine Bedeutung mehr zugestanden werden. Ein freier Rhythmus bis hin zur Prosa fand immer mehr Zuspruch.
Die Gruppe hatte ihr Zentrum in London, wobei sie auch Dichter aus Irland und den Vereinigten Staaten in ihre Reihen aufnahm und auch mehrere Frauen, was im damaligen Literaturbetrieb auffallend war. Als Mäzenatin unterstützte die in den USA lebende Amy Lowell seit ihrem Londoner Aufenthalt im Jahr 1914 den Imagisten-Zirkel. Die Bedeutung der Gruppe für die Literatur des frühen 20. Jhs. kann kaum überschätzt werden. Dies wird etwa durch den Ausspruch von T. S. Eliot deutlich, der später erklärte: 

„Der point de repère [also der Angelpunkt, die Orientierungsmarke], den man normalerweise und der Gewohnheit nach als den Anfangspunkt moderner Dichtung verwendet, ist die Gruppe, die man im London der Zeit um 1910 Imagisten nannte.“

In einem literarischen Umfeld, das moralisierende Texte wie die von Longfellow und Tennyson wertschätzte, sprachen sich die Imagisten aus für eine Rückkehr zu in ihren Augen klassischen Werten wie der direkten Darstellung, der Ökonomie der Sprache und der Bereitschaft, auch mit nicht-traditionellen Formen zu experimentieren. Mit der Tendenz, das „Ding“ als „Ding“ zu betrachten, also ein einzelnes Bild zu isolieren, um dessen Wesen zu enthüllen, entspricht der Imagismus zeitgleichen Entwicklungen der Avantgarde-Kunst, besonders des Kubismus, wobei allerdings die Imagisten versuchen, diese Isolierung mittels „erhellender Details“ (Ezra Pound) durchzuführen, wohingegen die Kubisten eine Synthese des einzelnen Bildes aus verschiedenen Perspektiven betreiben. 
Richard Aldington fungierte als Herausgeber der avantgardistischen Zeitschrift The Egoist. Sie galt u. a. als Sprachrohr der Imagisten. 
Nach 1917 blieben manche dieser Thesen aktuell und beeinflussten u. a. T. S. Eliot.

## Prinzipien
In dem von Richard Aldington verfassten und von Amy Lowell redigierten Vorwort der zweiten Anthologie, die unter dem englischen Titel Some Imagist Poets im Jahr 1915 erschien, werden sechs Prinzipien beschrieben, deren zentrale Aussagen hier genannt sind:
1. Die allgemeine Sprache mit einer präzisen Wortwahl gebrauchen.
2. Neue Rhythmen schaffen und hauptsächlich den freien Vers einsetzen, wobei eine neue Kadenz eine neue Idee bedeutet.
3. Für die Wahl des Themas besteht eine absolute Freiheit.
4. Im Gedicht wird ein Bild (Imago) präsentiert.
5. Eine Poesie erfinden, die klar und bestimmt ist.
6. Die Konzentration macht das Wesen der Poesie aus.

## Gruppe der Imagisten
Folgende Dichterinnen und Dichter gehörten zur Gruppe der Imagisten: 
| - Richard Aldington - John Cournos - H.D. (Hilda Doolittle) - John Gould Fletcher - F. S. Flint - Ford Madox Ford - Thomas Ernest Hulme | - James Joyce - D. H. Lawrence - Amy Lowell - John Masefield (Frühe Werke) - Ezra Pound - William Carlos Williams |

## Zitat
„Nach dem Urteil von Glenn Hughes war der Imagismus die bestorganisierte und einflußreichste ästhetische Bewegung in England und Amerika seit der Aktivität der Prärafaeliten. Beachtlich ist dabei, daß der amerikanische Teil der Bewegung die erste Dichterschule in Amerika war, die ihre Ziele schriftlich fixierte.“

## Anthologien
In den aktiven Jahren gab die Bewegung des Imagismus in den Jahren von 1914 bis 1917 vier Anthologien heraus. Nach dem Ende ihres Wirkens erschien dann noch im Jahr 1930 eine Anthologie mit dem Ziel, die Entwicklungen einzelner Mitglieder zu zeigen:
- Ezra Pound (Hrsg.)[7]: Des Imagistes. Albert & Charles Boni, New York 1914.[8]
- Amy Lowell (Hrsg.)[7]: Some Imagist Poets. Houghton Mifflin Co., Boston 1915.[9]
- Amy Lowell (Hrsg.): Some Imagist Poets. Houghton Mifflin Co., Boston 1916.[10]
- Amy Lowell (Hrsg.): Some Imagist Poets. Houghton Mifflin Co., Boston 1917.[11]
- Glenn Hughes (Hrsg.): Imagist Anthology 1930. Chatto and Windus, London 1930.